# Leptobarbus
Leptobarbus (Gr.: λεπτός leptós „dünn“ + Lat.: „barbus“ = Bartel) ist eine südostasiatische Karpfenfischgattung.

## Merkmale
Leptobarbus-Arten werden 8,5 cm bis einen Meter lang. Ihre Schuppen sind mittelgroß. Das Maul reicht nicht bis zum Vorderrand der Orbita. Rund um das Maul finden sich vier Barteln. Die Kiemenrechen sind kurz, lanzettförmig und stehen weit auseinander. Zahnformel für die Schlundzähne: 5.3.2-2.3.5. Die Rückenflosse beginnt über dem Bauchflossenansatz und wird von einem ungeteilten und sieben geteilten Weichstrahlen gestützt, die kurze Afterflosse von fünf geteilten Weichstrahlen. Die Seitenlinie verläuft nach unten und befindet sich auf dem Schwanzstiel auf der unteren Hälfte. Ein dunkler Seitenstreifen bei den Jungfischen verschwindet mit zunehmendem Alter.

## Arten
Fishbase listet fünf Arten:
- Siambarbe (Leptobarbus hoevenii (Bleeker, 1851))
- Leptobarbus hosii (Regan, 1906)
- Leptobarbus melanopterus M. C. W. Weber & de Beaufort, 1916
- Leptobarbus melanotaenia Boulenger, 1894
- Leptobarbus rubripinna (Fowler, 1937)

## Systematik
Die Gattung Leptobarbus wurde 1860 durch den niederländischen Ichthyologen Pieter Bleeker beschrieben und 1864 in die monotypischen Unterfamilie Leptobarbinae gestellt. Ihre isolierte Stellung innerhalb der Karpfenfische hat die Gattung bis heute beibehalten. Stout und Kollegen hoben im Jahr 2016 alle Unterfamilien der Cyprinidae in den Familienstatus. Die wissenschaftliche Fischdatenbank Catalog of Fishes übernahm dies und führt die Leptobarbidae ebenso wie die übrigen ehemaligen Unterfamilien der Cyprinidae inzwischen als eigenständige Familien.

## Belege
1. ↑  Stout, C.C., Tan, M., Lemmon, A.R., Moriarty Lemmon, E. & Armbruster, J.W. (2016): Resolving Cypriniformes relationships using an anchored enrichment approach. BMC Evolutionary Biology, November 2016. DOI: 10.1186/s12862-016-0819-5
2. ↑  Eschmeyer, W. N. & Fong, J. D.: Catalog of Fishes
Species by Family/Subfamily abgerufen am 11. September 2018